# Список рыцарей бургундского ордена Золотого руна
Орден Золотого руна был создан герцогом Бургундии Филиппом III Добрым в январе 1430 года по случаю бракосочетания с принцессой Изабеллой Португальской, в качестве светского ордена, долженствовавшего объединить лучших рыцарей из числа его союзников и вассалов. На церемонии основания ордена в Брюгге рыцарями стали 24 вельможи; сам герцог стал великим магистром.

## Рыцари, принятые в орден в 1430 году
| Номер диплома | Герб | Портрет | Имя                                                                           | Конное изображение в гербовом облачении | Примечания                                                            |
| ------------- | ---- | ------- | ----------------------------------------------------------------------------- | --------------------------------------- | --------------------------------------------------------------------- |
| 1             |      |         | Филипп III Добрый, герцог Бургундии (1396—1467)                               |                                         | Основатель и первый великий магистр                                   |
| 2             |      |         | Гийом III де Вьен, сеньор де Сен-Жорж (ум. 1435/1445)                         |                                         | Губернатор Бургундии                                                  |
| 3             |      |         | Ренье Пот, сеньор де ла Прюн (ок. 1362—1432)                                  |                                         | Камергер Филиппа II Храброго                                          |
| 4             |      |         | Жан V де Рубе, сеньор де Рубе (1369—1449)                                     |                                         |                                                                       |
| 5             |      |         | Роланд ван Уткерке, сеньор Хемсроде (ум. 1442)                                |                                         | Губернатор Голландии и Фрисландии                                     |
| 6             |      |         | Антуан де Вержи, граф де Даммартен (1375—1439)                                |                                         | Маршал Франции                                                        |
| 7             |      |         | Давид де Бримё, сеньор де Линьи-сюр-Канш (до 1384—1448)                       |                                         | Губернатор Арраса                                                     |
| 8             |      |         | Юг де Ланнуа, сеньор де Сант (ок. 1384—1456)                                  |                                         | В 1433—1440 статхаудер Голландии, Зеландии и Фрисландии               |
| 9             |      |         | Жан де ла Клит, сеньор де Коммин (ум. 1443)                                   |                                         | Губернатор Фландрии                                                   |
| 10            |      |         | Антуан де Тулонжон (ум. 1432)                                                 |                                         | Маршал Бургундии                                                      |
| 11            |      |         | Пьер I де Люксембург, граф де Сен-Поль, де Конверсано и де Бриенн (1390—1433) |                                         |                                                                       |
| 12            |      |         | Жан де Латремуй, сеньор де Жонвель (1377—1449)                                |                                         | Великий камергер                                                      |
| 13            |      |         | Жильбер де Ланнуа, сеньор де Виллерваль (1386—1462)                           |                                         |                                                                       |
| 14            |      |         | Жан II де Люксембург, граф де Линьи (ум. 1441)                                |                                         | Генерал-капитан Пикардии, губернатор Артуа                            |
| 15            |      |         | Жан де Вилье де Лиль-Адан, сеньор Вилье-ле-Бель (ок. 1384—1437)               |                                         | Маршал Франции                                                        |
| 16            |      |         | Антуан I де Крой, граф де Порсеан (ок. 1385/1390—1475)                        |                                         | Губернатор Люксембурга                                                |
| 17            |      |         | Колар де Бримё, называемый Флоримоном III, сеньор де Массинкур (ум. 1442)     |                                         | Губернатор Понтьё                                                     |
| 18            |      |         | Робер де Мамин (ок. 1387—1430/1431)                                           |                                         | Штатгальтер Геннегау                                                  |
| 19            |      |         | Жак де Бримё, сеньор де Гриньи (ок. 1384—1447)                                |                                         |                                                                       |
| 20            |      |         | Бодуэн I де Ланнуа, сеньор де Молембе (1389—1474)                             |                                         | Губернатор Мортена                                                    |
| 21            |      |         | Пьер де Бофремон, граф де Шарни (ум. 1472)                                    |                                         | Губернатор Бургундии                                                  |
| 22            |      |         | Филипп де Тернан, сеньор де Тернан (ок. 1400—1456)                            |                                         | Прево и губернатор Парижа при бургиньонах и англичанах                |
| 23            |      |         | Жан II де Крой, граф де Шиме (ок. 1403—1473)                                  |                                         | Великий бальи Эно                                                     |
| 24            |      |         | Жан V де Креки, сеньор де Креки (ок. 1400—1472)                               |                                         |                                                                       |
| 25            |      |         | Жан I де Нёшатель, сеньор де Монтегю (ок. 1378/1379—1433)                     |                                         | Исключен в 1431 за бегство с поля боя в битве при Антоне 11 июня 1430 |

## Первый капитул. Лилль, 1431 год
Первый капитул ордена состоялся в Лилле после дня Святого Андрея (Сент-Андриё, 30 ноября), когда устраивалось официальное празднество ордена, и проходил 2—4 декабря в церкви Сен-Пьер. За бегство с поля боя в битве при Антоне 11 июня 1430 из числа рыцарей был исключён Жан I де Нёшатель. Заявка на вступление в орден Луи II де Шалон-Арле, принца Оранского, командовавшего в этом неудачном сражении, была отклонена герцогом по той же причине.
| Номер диплома | Герб | Портрет | Имя                                                     | Конное изображение в гербовом облачении | Примечания                   |
| ------------- | ---- | ------- | ------------------------------------------------------- | --------------------------------------- | ---------------------------- |
| 26            |      |         | Фридрих IV, граф фон Мёрс (ум. 1448)                    |                                         |                              |
| 27            |      |         | Симон VIII де Лален, сеньор де Монтиньи (ок. 1405—1476) |                                         | В 1436–1462 адмирал Фландрии |

## Второй капитул, Брюгге, 1432 год
Состоялся в церкви Сен-Донат 1—2 декабря. Жану де Нёшателю было отказано в просьбе о восстановлении в ордене, и во второй день капитула собрание избрало новых рыцарей.
| Номер диплома | Герб | Портрет | Имя                                                         | Конное изображение в гербовом облачении | Примечания              |
| ------------- | ---- | ------- | ----------------------------------------------------------- | --------------------------------------- | ----------------------- |
| 28            |      |         | Андре де Тулонжон (ум. 1432)                                |                                         | великий конюший Франции |
| 29            |      |         | Жан IV де Мелён, бургграф Гента, виконт де Мелён (ум. 1484) |                                         |                         |

## Третий капитул, Дижон, 1433 год
Состоялся 29 ноября — 3 декабря а герцогской капелле. 2 декабря вновь избранные рыцари, кроме отсутствовавшего Рупрехта фон Вирнебурга, принесли присягу.
| Номер диплома | Герб | Портрет | Имя                                                                  | Конное изображение в гербовом облачении | Примечания              |
| ------------- | ---- | ------- | -------------------------------------------------------------------- | --------------------------------------- | ----------------------- |
| 30            |      |         | Жак де Кревкёр (ум. 1441)                                            |                                         |                         |
| 31            |      |         | Жан IV де Вержи, сеньор де Фуван (ум. 1461)                          |                                         | Губернатор Бургундии    |
| 32            |      |         | Ги III де Понтайе, сеньор де Тальме (ум. до 1437)                    |                                         |                         |
| 33            |      |         | Бодо де Нуайе-Вьон, сеньор де Катё (ум. 1461)                        |                                         |                         |
| 34            |      |         | Жан де Люксембург, бастард де Сен-Поль, сеньор де Обурден (ум. 1466) |                                         |                         |
| 35            |      |         | Карл Смелый, граф де Шароле (1433—1477)                              |                                         | С 1467 великий магистр  |
| 36            |      |         | Рупрехт IV фон Вирнебург, граф фон Вирнебург (ум. 1444)              |                                         |                         |
| 37            |      |         | Тьебо VIII де Нёшатель (1386/1387—1459)                              |                                         | Великий магистр Франции |

## Четвёртый капитул, Брюссель, 1435 год
Состоялся в церкви Святой Гудулы после пятого орденского празднования, в начале декабря. Посвящений не было. Рассматривались различные деловые вопросы и положение рыцарей в связи с заключением франко-бургундского союза, в том числе обращение к капитулу со стороны Жана де Люксембурга.

## Пятый капитул, Лилль, 1436 год
Состоялся в церкви Сен-Пьер в начале декабря. Посвящений не было. 4 декабря было рассмотрено поведение рыцарей, на предмет соответствия требованиям устава и орденской морали.

## Шестой капитул, Сент-Омер, 1440 год
Состоялся 30 ноября — 1 декабря после десятого орденского праздника. По случаю принятия в рыцари нескольких вельмож была внесена поправка во вторую статью ордонансов и статута, позволявшая императорам, королям и герцогам носить вместе с цепью Золотого руна знаки любого другого ордена, суверенами которого они являлись (согласно указанной статье, рыцарь, принятый в орден Золотого руна, должен был отказаться от членства в любом другом).
| Номер диплома | Герб | Портрет | Имя                                       | Конное изображение в гербовом облачении | Примечания |
| ------------- | ---- | ------- | ----------------------------------------- | --------------------------------------- | ---------- |
| 38            |      |         | Карл Орлеанский (1391—1465)               |                                         |            |
| 39            |      |         | Жан VI Бретонский (1389—1442)             |                                         |            |
| 40            |      |         | Жан II, герцог Алансонский (1409—1476)    |                                         |            |
| 41            |      |         | Матье де Фуа, граф де Комменж (1385—1456) |                                         |            |

## Седьмой капитул, Гент, 1445 год
Открылся 11 декабря в церкви Сен-Жан после 15-го орденского праздника. Избранные в число рыцарей Франциск I Бретонский и Луи де Люксембург, граф де Сен-Поль, отказались от этой чести.
| Номер диплома | Герб | Портрет | Имя                                                           | Примечания                                  |
| ------------- | ---- | ------- | ------------------------------------------------------------- | ------------------------------------------- |
| 42            |      |         | Альфонс V Арагонский (1394—1458)                              | Избран заочно                               |
| 43            |      |         | Франк II ван Борселен, граф Остревана (ок. 1396—1470)         |                                             |
| 44            |      |         | Рено II ван Бредероде (1414/5 — 1473)                         | Бургграф Утрехта                            |
| 45            |      |         | Хендрик II ван Борселен (ум. 1474), герр ван Вер и Флиссинген | Адмирал Голландии                           |
| 46            |      |         | Жан IV д'Осси (1396—1474)                                     | с 1461 великий магистр арбалетчиков Франции |
| 47            |      |         | Андриё д'Юмьер (ум. 1458)                                     |                                             |

## Восьмой капитул, Монс, 1451 год
Открылся 3 мая в церкви Сен-Водрю, после 16-го орденского праздника, состоявшегося накануне. 7 мая была оглашена информация о поведении рыцарей за прошедшее время, и Филиппу де Тернану предъявлены обвинения в нарушении перемирия с англичанами и присвоении казённых средств. Герцог простил его, приговорив к штрафу и покаянию.
| Номер диплома | Герб | Портрет | Имя                                                   | Примечания                                  |
| ------------- | ---- | ------- | ----------------------------------------------------- | ------------------------------------------- |
| 48            |      |         | Иоганн I, герцог Клевский (1419—1481)                 |                                             |
| 49            |      |         | Иньиго де Гевара, маркиз дель Васто (ум. 1462)        |                                             |
| 50            |      |         | Педро де Кардона, граф де Коллесано (ум. 1450)        |                                             |
| 51            |      |         | Жан III де Ланнуа (1410—1493)                         | В 1448–1462 статхаудер Голландии и Зеландии |
| 52            |      |         | Жак де Лален (1421—1453)                              |                                             |
| 53            |      |         | Жан II де Нёшатель, сеньор де Монтегю (ок. 1438—1489) | В 1481 исключён из ордена                   |

## Девятый капитул, Гаага, 1456 год
Открылся в приходской церкви 2 мая, после 17-го орденского праздника. Избранный на этой ассамблее в рыцари Джозия Аквавива, граф ди Террено, отсутствует в официальных печатных списках ордена, поскольку не получил от своего государя разрешения вступить в него. После принятия новых членов собрание рассмотрело преступления, совершенные бургграфом Утрехта Рено II ван Бредероде против епископа этого города Давида Бургундского.
| Номер диплома | Герб | Портрет | Имя                                                  | Примечания                                                  |
| ------------- | ---- | ------- | ---------------------------------------------------- | ----------------------------------------------------------- |
| 54            |      |         | Джозия Аквавива, герцог ди Атри (ум. 1462)           | Не получил разрешения короля Альфонса на вступление в орден |
| 55            |      |         | Жан II Бургундский, граф Неверский (1415—1491)       | В 1468 исключён из ордена                                   |
| 56            |      |         | Антуан Бургундский (1422—1504)                       |                                                             |
| 57            |      |         | Адольф фон Клеве (1425—1492)                         | 1477—1482 капитан-генерал Эно                               |
| 58            |      |         | Жуан Португальский, герцог де Коимбра (1431? — 1457) |                                                             |

## Десятый капитул, Сент-Омер, 1461 год
Открылся 2 мая в церкви Сен-Бертен после 18-го орденского праздника. После избрания новых рыцарей собрание разбирало конфликт между графом де Шароле и Филиппом де Кроем. Последний набрал наибольшее число голосов после шести избранных, и было постановлено принять его в орден, в случае отказа от вступления со стороны принца Адольфа Гельдернского. 
| Номер диплома | Герб | Портрет | Имя                                                      | Примечания                                  |
| ------------- | ---- | ------- | -------------------------------------------------------- | ------------------------------------------- |
| 59            |      |         | Хуан II Арагонский (1397—1479)                           |                                             |
| 60            |      |         | Адольф Эгмонт, герцог Гелдерна (1438—1477)               |                                             |
| 61            |      |         | Тьебо IX де Нёшатель (1413—1469)                         | Маршал Бургундии                            |
| 62            |      |         | Филипп Пот, сеньор де ла Рош де Ноле (1428—1493)         | В 1481 исключён из ордена                   |
| 63            |      |         | Лодевик ван Грутхусе (ок. 1427—1492), граф Винчестерский | В 1463—1477 статхаудер Голландии и Зеландии |
| 64            |      |         | Ги де Руа, сеньор де Руа (ум. 1463)                      |                                             |

## Одиннадцатый капитул, Брюгге, 1468 год
Открылся 5 мая и продолжался несколько недель. Граф Неверский, перешедший на сторону Людовика XI во время войны Лиги Общественного блага, и обвинённый новым великим магистром Карлом Смелым в измене, был исключён из ордена. Отказавшись явиться на ассамблею, он ещё 15 апреля отослал герцогу свою рыцарскую цепь. 14—15 мая в орден были приняты новые члены, после чего собрание разбирало дисциплинарные вопросы.
| Номер диплома | Герб | Портрет | Имя                                                       | Примечания                                |
| ------------- | ---- | ------- | --------------------------------------------------------- | ----------------------------------------- |
|               |      |         | Карл Смелый (1433—1477)                                   | Второй великий магистр ордена (1467—1477) |
| 65            |      |         | Эдуард IV Английский (1442—1483)                          |                                           |
| 66            |      |         | Луи де Шалон-Арле, сеньор де Шато-Гийон (ум. 1476)        |                                           |
| 67            |      |         | Жан Дама, сеньор де Дигуан (ум. до 1481)                  |                                           |
| 68            |      |         | Жак де Бурбон (ок. 1444—1468)                             |                                           |
| 69            |      |         | Жак де Люксембург-Линьи, сеньор де Ришбур (ок. 1420—1487) | В 1481 исключён из ордена                 |
| 70            |      |         | Филипп II Савойский, граф де Бресс (1443—1497)            | С 1496 герцог Савойи                      |
| 71            |      |         | Филипп де Кревкёр (ум. 1494)                              | Маршал Франции, в 1481 исключён из ордена |
| 72            |      |         | Клод де Монтагю, сеньор де Куш (ок. 1405—1470)            |                                           |

## Двенадцатый капитул, Валансьенн, 1473 год
Последний бургундский капитул открылся 1 мая в герцогской резиденции. Собрание разбирало поведение Адольфа Гельдернского и прочие случаи нарушения орденской морали. 9 мая были назначены новые рыцари, принятые в орден на следующий день. Франциск II Бретонский отказался от предложенной ему орденской цепи.
| Номер диплома | Герб | Портрет | Имя                                                                   | Примечания                                    |
| ------------- | ---- | ------- | --------------------------------------------------------------------- | --------------------------------------------- |
| 73            |      |         | Фердинанд II Арагонский (1452—1516)                                   |                                               |
| 74            |      |         | Фердинанд I Неаполитанский (1423—1494)                                |                                               |
| 75            |      |         | Жан де Рюбампре (после 1430—1477)                                     | Камергер Карла Смелого                        |
| 76            |      |         | Филипп де Крой, граф де Шиме (1434—1482)                              | 1474–1477 штатгальтер Гелдерланда             |
| 77            |      |         | Жан де Люксембург-Суассон, граф де Марль и де Суассон (ок. 1436—1476) |                                               |
| 78            |      |         | Ги де Бримё, сеньор де Эмберкур (ок. 1434—1477)                       |                                               |
| 79            |      |         | Энгельберт II фон Нассау (1451—1504)                                  | В 1501—1504 генеральный наместник Нидерландов |

## Сановники ордена
1. Канцлеры:
- 1431—1461: Жан Жермен (ум. 1461), епископ Неверский 1430—1436, епископ Шалонский 1436—1461
- 1461—1473: Гильом Филластр Младший (ок. 1400 — 1473), епископ Вердена 1437—1448, епископ Туля 1448—1461, епископ Турне 1461—1473
- 1473—1477: Ферри де Клюньи (ок. 1430 — 1483), епископ Турне 1474—1483, с 1482 кардинал

2. Казначеи:
- 1431—1447: Ги Гильбо (ум. 1447)
- 1447—1472: Питер Бладелин (ок. 1408 — 1472)
- 1472—1477: Гильом де Клюньи (ум. 1480), с 1479 епископ Пуатье, канцлер Людовика XI

3. Секретари-историографы:
- 1431—1461: Жан Ибер
- 1461—1491: Мартин Стеенберх (ум. 1491), секретарь Карла Смелого

4. Гербовые короли: 
- 1431—1468: Жан Лефевр (ок. 1395 — 1468), сеньор де Сен-Реми
- 1468—1492: Жиль Гобе (до 1430 — 1492)